# Li Fang-kuei
Li Fang-kuei 李方桂 (en pinyin Li Fanggui) est un linguiste chinois né à Canton le 20 août 1902 et mort en Californie 21 août 1987. Bien qu'ayant fait sa thèse sur une langue amérindienne, il a surtout étudié les langues des groupes chinois et tai-kaidai.
Après être entré en 1921 à l'université Qinghua de Pékin où il étudie la médecine, Li Fang-kuei part étudier aux États-Unis en 1924 à l'université de Chicago, où il choisit d'étudier la linguistique. C'est le premier Chinois à avoir étudié la linguistique à l'étranger. 
Sous la direction de Edward Sapir, il rédige sa thèse en 1930 sur le chippewa, une langue athabasque. Dans la suite de sa vie, ses travaux vont porter sur trois sujets principaux : la phonologie et la philologie du tibétain ancien, la description et l'étude comparée des langues kam-tai et la reconstruction du chinois archaïque.
Il a effectué un travail de terrain sur les langues kam-sui (notamment le mak 莫语) et les langues tai du centre et du nord, en particulier le dialecte de Longzhou 龙州 et de Boai 剥隘. C'est le fondateur de la linguistique comparée de ce groupe de langues.

## Publications (liste non exhaustive)
- Mattole, an Athabascan language, Chicago:University of Chicago Press, 1930
- "Certain Phonetic Influences of the Tibetan Prefixes upon the Root Initials", Bulletin of the Institute of History and Philology 6.2: 135-157, 1933
- "The Tai dialects of Lungchow", Academia Sinica, Shanghai: Commercial Press, 1940
- "Notes on the Mak language"
- "Some Old Chinese Loan Words in The Tai Languages", Harvard Journal of Asiatic Studies, 1945
- "The distribution of initials and tones in the Sui language", Language 1948
- "The Inscriptions of the Sino-Tibetan Treaty of 821-822". T'oung p'ao 44: 1-99, 1956
- A Handbook of comparative Tai, University of Hawaii Press, 1977
- "The Chinese Transcription of Tibetan Consonant Clusters". Bulletin of the Institute of History and Philology Academia Sinica 50: 231-240, 1979
- "A Problem in the Sino-Tibetan Treaty Inscription". Acta Orientalia Hungaricae 34: 121-124, 1980
- "A study of the old Tibetan inscriptions." (Special publications 91.) Taipei: Academia Sinica, avec Weldon South Coblin, 1987.